# FIA World Endurance Championship 2022
Het FIA World Endurance Championship 2022 was het tiende seizoen van het FIA World Endurance Championship, een autosportkampioenschap met endurancewedstrijden dat georganiseerd wordt door de Fédération Internationale de l'Automobile (FIA) en de Automobile Club de l'Ouest (ACO). In het kampioenschap reden prototype- en GT-wagens verdeeld onder vier klassen. Er werden wereldtitels uitgedeeld aan de hoogst geplaatste coureurs en constructeurs in zowel de prototype- als de GT-klassen.
Het was het eerste seizoen van het kampioenschap waarin LMDh (Le Mans Daytona h)-inschrijvingen naast de LMH (Le Mans Hypercar)-inschrijvingen mochten deelnemen aan de Hypercar-klasse. Zij kwamen echter niet in aanmerking voor kampioenschapspunten. Het was het laatste seizoen waarin de LMGTE Pro-klasse onderdeel was van het kampioenschap.

## Kalender
Op 20 augustus 2021 werd de WEC-kalender van 2022 bekend gemaakt. De 1000 mijl van Sebring en de 6 uur van Fuji keerden terug op de kalender, nadat deze in 2021 vanwege de coronapandemie waren afgelast. De tweede race in Bahrein en de 6 uur van Portimão verdwenen van de kalender. De 24 uur van Le Mans keerde terug naar de gebruikelijke datum in juni.
| Ronde | Race                        | Circuit                       | Datum        |
| ----- | --------------------------- | ----------------------------- | ------------ |
| 1     | 1000 mijl van Sebring       | Sebring International Raceway | 18 maart     |
| 2     | 6 uur van Spa-Francorchamps | Circuit de Spa-Francorchamps  | 7 mei        |
| 3     | 24 uur van Le Mans          | Circuit de la Sarthe          | 11-12 juni   |
| 4     | 6 uur van Monza             | Autodromo Nazionale Monza     | 10 juli      |
| 5     | 6 uur van Fuji              | Fuji Speedway                 | 11 september |
| 6     | 8 uur van Bahrein           | Bahrain International Circuit | 12 november  |

## Teams en coureurs

### Hypercar
| Team                  | Auto                    | Motor                         | Hybride            | Banden | Nr. | Coureur          | Races |
| --------------------- | ----------------------- | ----------------------------- | ------------------ | ------ | --- | ---------------- | ----- |
| Toyota Gazoo Racing   | Toyota GR010 Hybrid     | Toyota 3.5L Turbo V6          | Hybride            | M      | 7   | Mike Conway      | Alle  |
| Toyota Gazoo Racing   | Toyota GR010 Hybrid     | Toyota 3.5L Turbo V6          | Hybride            | M      | 7   | Kamui Kobayashi  | Alle  |
| Toyota Gazoo Racing   | Toyota GR010 Hybrid     | Toyota 3.5L Turbo V6          | Hybride            | M      | 7   | José María López | Alle  |
| Toyota Gazoo Racing   | Toyota GR010 Hybrid     | Toyota 3.5L Turbo V6          | Hybride            | M      | 8   | Sébastien Buemi  | Alle  |
| Toyota Gazoo Racing   | Toyota GR010 Hybrid     | Toyota 3.5L Turbo V6          | Hybride            | M      | 8   | Brendon Hartley  | Alle  |
| Toyota Gazoo Racing   | Toyota GR010 Hybrid     | Toyota 3.5L Turbo V6          | Hybride            | M      | 8   | Ryō Hirakawa     | Alle  |
| Alpine Elf Team       | Alpine A480             | Gibson GL458 4.5L V8          |                    | M      | 36  | Nicolas Lapierre | Alle  |
| Alpine Elf Team       | Alpine A480             | Gibson GL458 4.5L V8          | André Negrão       | M      | 36  | Alle             |       |
| Alpine Elf Team       | Alpine A480             | Gibson GL458 4.5L V8          | Matthieu Vaxivière | M      | 36  | Alle             |       |
| Peugeot TotalEnergies | Peugeot 9X8             | Peugeot 2.6L Turbo V6         | Hybride            | M      | 93  | Mikkel Jensen    | 4-6   |
| Peugeot TotalEnergies | Peugeot 9X8             | Peugeot 2.6L Turbo V6         | Hybride            | M      | 93  | Paul di Resta    | 4-6   |
| Peugeot TotalEnergies | Peugeot 9X8             | Peugeot 2.6L Turbo V6         | Hybride            | M      | 93  | Jean-Éric Vergne | 4-6   |
| Peugeot TotalEnergies | Peugeot 9X8             | Peugeot 2.6L Turbo V6         | Hybride            | M      | 94  | Loïc Duval       | 4-6   |
| Peugeot TotalEnergies | Peugeot 9X8             | Peugeot 2.6L Turbo V6         | Hybride            | M      | 94  | Gustavo Menezes  | 4-6   |
| Peugeot TotalEnergies | Peugeot 9X8             | Peugeot 2.6L Turbo V6         | Hybride            | M      | 94  | James Rossiter   | 4-5   |
| Peugeot TotalEnergies | Peugeot 9X8             | Peugeot 2.6L Turbo V6         | Hybride            | M      | 94  | Nico Müller      | 6     |
| Glickenhaus Racing    | Glickenhaus SCG 007 LMH | Glickenhaus P21 3.5L Turbo V8 |                    | M      | 708 | Romain Dumas     | 1-4   |
| Glickenhaus Racing    | Glickenhaus SCG 007 LMH | Glickenhaus P21 3.5L Turbo V8 | Olivier Pla        | M      | 708 | 1-4              |       |
| Glickenhaus Racing    | Glickenhaus SCG 007 LMH | Glickenhaus P21 3.5L Turbo V8 | Ryan Briscoe       | M      | 708 | 1                |       |
| Glickenhaus Racing    | Glickenhaus SCG 007 LMH | Glickenhaus P21 3.5L Turbo V8 | Pipo Derani        | M      | 708 | 2-4              |       |

### LMP2
Volgens de LMP2-reglementen rijden alle auto's in de LMP2-klasse met een Gibson GK428 V8-motor. Inschrijvingen in de LMP2 Pro-Am Cup, waar een amateurcoureur bij zit, worden aangeduid met een ster.
| Team                      | Auto     | Banden | Nr. | Coureur                | Races   |
| ------------------------- | -------- | ------ | --- | ---------------------- | ------- |
| Richard Mille Racing Team | Oreca 07 | G      | 1   | Charles Milesi         | Alle    |
| Richard Mille Racing Team | Oreca 07 | G      | 1   | Lilou Wadoux           | Alle    |
| Richard Mille Racing Team | Oreca 07 | G      | 1   | Sébastien Ogier        | 1-3     |
| Richard Mille Racing Team | Oreca 07 | G      | 1   | Paul-Loup Chatin       | 4-6     |
| Team Penske               | Oreca 07 | G      | 5   | Dane Cameron           | 1-3     |
| Team Penske               | Oreca 07 | G      | 5   | Emmanuel Collard       | 1-3     |
| Team Penske               | Oreca 07 | G      | 5   | Felipe Nasr            | 1-3     |
| Prema Orlen Team          | Oreca 07 | G      | 9   | Lorenzo Colombo        | Alle    |
| Prema Orlen Team          | Oreca 07 | G      | 9   | Louis Delétraz         | Alle    |
| Prema Orlen Team          | Oreca 07 | G      | 9   | Robert Kubica          | Alle    |
| Vector Sport              | Oreca 07 | G      | 10  | Ryan Cullen            | Alle    |
| Vector Sport              | Oreca 07 | G      | 10  | Nico Müller            | 1-4     |
| Vector Sport              | Oreca 07 | G      | 10  | Renger van der Zande   | 5-6     |
| Vector Sport              | Oreca 07 | G      | 10  | Mike Rockenfeller      | 1       |
| Vector Sport              | Oreca 07 | G      | 10  | Sébastien Bourdais     | 2-6     |
| United Autosports USA     | Oreca 07 | G      | 22  | Filipe Albuquerque     | Alle    |
| United Autosports USA     | Oreca 07 | G      | 22  | Philip Hanson          | Alle    |
| United Autosports USA     | Oreca 07 | G      | 22  | Will Owen              | Alle    |
| United Autosports USA     | Oreca 07 | G      | 23  | Oliver Jarvis          | Alle    |
| United Autosports USA     | Oreca 07 | G      | 23  | Josh Pierson           | Alle    |
| United Autosports USA     | Oreca 07 | G      | 23  | Paul di Resta          | 1       |
| United Autosports USA     | Oreca 07 | G      | 23  | Alex Lynn              | 2-6     |
| Jota                      | Oreca 07 | G      | 28  | Jonathan Aberdein      | Alle    |
| Jota                      | Oreca 07 | G      | 28  | Ed Jones               | Alle    |
| Jota                      | Oreca 07 | G      | 28  | Oliver Rasmussen       | Alle    |
| Jota                      | Oreca 07 | G      | 38  | António Félix da Costa | Alle    |
| Jota                      | Oreca 07 | G      | 38  | Roberto González       | Alle    |
| Jota                      | Oreca 07 | G      | 38  | Will Stevens           | Alle    |
| WRT                       | Oreca 07 | G      | 31  | Robin Frijns           | Alle    |
| WRT                       | Oreca 07 | G      | 31  | Sean Gelael            | Alle    |
| WRT                       | Oreca 07 | G      | 31  | René Rast              | 1-4, 6  |
| WRT                       | Oreca 07 | G      | 31  | Dries Vanthoor         | 5       |
| RealTeam by WRT           | Oreca 07 | G      | 41  | Rui Andrade            | Alle    |
| RealTeam by WRT           | Oreca 07 | G      | 41  | Ferdinand Habsburg     | Alle    |
| RealTeam by WRT           | Oreca 07 | G      | 41  | Norman Nato            | Alle    |
| Inter Europol Competition | Oreca 07 | G      | 34  | Esteban Gutiérrez      | Alle    |
| Inter Europol Competition | Oreca 07 | G      | 34  | Jakub Śmiechowski      | Alle    |
| Inter Europol Competition | Oreca 07 | G      | 34  | Fabio Scherer          | 1       |
| Inter Europol Competition | Oreca 07 | G      | 34  | Alex Brundle           | 2-6     |
| Ultimate*                 | Oreca 07 | G      | 35  | François Heriau        | Alle    |
| Ultimate*                 | Oreca 07 | G      | 35  | Jean-Baptiste Lahaye   | Alle    |
| Ultimate*                 | Oreca 07 | G      | 35  | Matthieu Lahaye        | Alle    |
| ARC Bratislava*           | Oreca 07 | G      | 44  | Miroslav Konôpka       | 1-4, 6  |
| ARC Bratislava*           | Oreca 07 | G      | 44  | Mathias Beche          | 1, 4, 6 |
| ARC Bratislava*           | Oreca 07 | G      | 44  | Bent Viscaal           | 2-3     |
| ARC Bratislava*           | Oreca 07 | G      | 44  | Tijmen van der Helm    | 1-2, 4  |
| ARC Bratislava*           | Oreca 07 | G      | 44  | Tristan Vautier        | 3       |
| ARC Bratislava*           | Oreca 07 | G      | 44  | Richard Bradley        | 6       |
| Algarve Pro Racing*       | Oreca 07 | G      | 45  | James Allen            | Alle    |
| Algarve Pro Racing*       | Oreca 07 | G      | 45  | René Binder            | Alle    |
| Algarve Pro Racing*       | Oreca 07 | G      | 45  | Steven Thomas          | Alle    |
| AF Corse*                 | Oreca 07 | G      | 83  | Nicklas Nielsen        | Alle    |
| AF Corse*                 | Oreca 07 | G      | 83  | François Perrodo       | Alle    |
| AF Corse*                 | Oreca 07 | G      | 83  | Alessio Rovera         | Alle    |

### LMGTE Pro
| Team            | Auto                    | Motor                        | Banden | Nr. | Coureur               | Races    |
| --------------- | ----------------------- | ---------------------------- | ------ | --- | --------------------- | -------- |
| AF Corse        | Ferrari 488 GTE Evo     | Ferrari F154CB 3.9L Turbo V8 | M      | 51  | James Calado          | Alle     |
| AF Corse        | Ferrari 488 GTE Evo     | Ferrari F154CB 3.9L Turbo V8 | M      | 51  | Alessandro Pier Guidi | Alle     |
| AF Corse        | Ferrari 488 GTE Evo     | Ferrari F154CB 3.9L Turbo V8 | M      | 51  | Daniel Serra          | 3        |
| AF Corse        | Ferrari 488 GTE Evo     | Ferrari F154CB 3.9L Turbo V8 | M      | 52  | Antonio Fuoco         | Alle     |
| AF Corse        | Ferrari 488 GTE Evo     | Ferrari F154CB 3.9L Turbo V8 | M      | 52  | Miguel Molina         | Alle     |
| AF Corse        | Ferrari 488 GTE Evo     | Ferrari F154CB 3.9L Turbo V8 | M      | 52  | Davide Rigon          | 3        |
| Corvette Racing | Chevrolet Corvette C8.R | Chevrolet 5.5L V8            | M      | 64  | Tommy Milner          | Alle     |
| Corvette Racing | Chevrolet Corvette C8.R | Chevrolet 5.5L V8            | M      | 64  | Nick Tandy            | Alle     |
| Corvette Racing | Chevrolet Corvette C8.R | Chevrolet 5.5L V8            | M      | 64  | Alexander Sims        | 3        |
| Porsche GT Team | Porsche 911 RSR-19      | Porsche 4.2L Flat-6          | M      | 91  | Gianmaria Bruni       | Alle     |
| Porsche GT Team | Porsche 911 RSR-19      | Porsche 4.2L Flat-6          | M      | 91  | Richard Lietz         | 1-3, 5-6 |
| Porsche GT Team | Porsche 911 RSR-19      | Porsche 4.2L Flat-6          | M      | 91  | Frédéric Makowiecki   | 3-4      |
| Porsche GT Team | Porsche 911 RSR-19      | Porsche 4.2L Flat-6          | M      | 92  | Michael Christensen   | Alle     |
| Porsche GT Team | Porsche 911 RSR-19      | Porsche 4.2L Flat-6          | M      | 92  | Kévin Estre           | Alle     |
| Porsche GT Team | Porsche 911 RSR-19      | Porsche 4.2L Flat-6          | M      | 92  | Laurens Vanthoor      | 3        |

### LMGTE Am
| Team                  | Auto                     | Motor                        | Banden | Nr. | Coureur               | Races    |
| --------------------- | ------------------------ | ---------------------------- | ------ | --- | --------------------- | -------- |
| AF Corse              | Ferrari 488 GTE Evo      | Ferrari F154CB 3.9L Turbo V8 | M      | 21  | Simon Mann            | Alle     |
| AF Corse              | Ferrari 488 GTE Evo      | Ferrari F154CB 3.9L Turbo V8 | M      | 21  | Christoph Ulrich      | Alle     |
| AF Corse              | Ferrari 488 GTE Evo      | Ferrari F154CB 3.9L Turbo V8 | M      | 21  | Toni Vilander         | Alle     |
| AF Corse              | Ferrari 488 GTE Evo      | Ferrari F154CB 3.9L Turbo V8 | M      | 54  | Francesco Castellacci | Alle     |
| AF Corse              | Ferrari 488 GTE Evo      | Ferrari F154CB 3.9L Turbo V8 | M      | 54  | Thomas Flohr          | Alle     |
| AF Corse              | Ferrari 488 GTE Evo      | Ferrari F154CB 3.9L Turbo V8 | M      | 54  | Nick Cassidy          | 1-4, 6   |
| AF Corse              | Ferrari 488 GTE Evo      | Ferrari F154CB 3.9L Turbo V8 | M      | 54  | Davide Rigon          | 5        |
| Spirit of Race        | Ferrari 488 GTE Evo      | Ferrari F154CB 3.9L Turbo V8 | M      | 71  | Gabriel Aubry         | Alle     |
| Spirit of Race        | Ferrari 488 GTE Evo      | Ferrari F154CB 3.9L Turbo V8 | M      | 71  | Franck Dezoteux       | Alle     |
| Spirit of Race        | Ferrari 488 GTE Evo      | Ferrari F154CB 3.9L Turbo V8 | M      | 71  | Pierre Ragues         | Alle     |
| TF Sport              | Aston Martin Vantage AMR | Aston Martin 4.0L Turbo V8   | M      | 33  | Ben Keating           | Alle     |
| TF Sport              | Aston Martin Vantage AMR | Aston Martin 4.0L Turbo V8   | M      | 33  | Marco Sørensen        | Alle     |
| TF Sport              | Aston Martin Vantage AMR | Aston Martin 4.0L Turbo V8   | M      | 33  | Florian Latorre       | 1        |
| TF Sport              | Aston Martin Vantage AMR | Aston Martin 4.0L Turbo V8   | M      | 33  | Henrique Chaves       | 2-6      |
| D'Station Racing      | Aston Martin Vantage AMR | Aston Martin 4.0L Turbo V8   | M      | 777 | Charlie Fagg          | Alle     |
| D'Station Racing      | Aston Martin Vantage AMR | Aston Martin 4.0L Turbo V8   | M      | 777 | Tomonobu Fujii        | Alle     |
| D'Station Racing      | Aston Martin Vantage AMR | Aston Martin 4.0L Turbo V8   | M      | 777 | Satoshi Hoshino       | Alle     |
| Team Project 1        | Porsche 911 RSR-19       | Porsche 4.2L Flat-6          | M      | 46  | Matteo Cairoli        | Alle     |
| Team Project 1        | Porsche 911 RSR-19       | Porsche 4.2L Flat-6          | M      | 46  | Nicolas Leutwiler     | Alle     |
| Team Project 1        | Porsche 911 RSR-19       | Porsche 4.2L Flat-6          | M      | 46  | Mikkel O. Pedersen    | Alle     |
| Team Project 1        | Porsche 911 RSR-19       | Porsche 4.2L Flat-6          | M      | 56  | Ben Barnicoat         | Alle     |
| Team Project 1        | Porsche 911 RSR-19       | Porsche 4.2L Flat-6          | M      | 56  | Ollie Millroy         | 1-5      |
| Team Project 1        | Porsche 911 RSR-19       | Porsche 4.2L Flat-6          | M      | 56  | Brendan Iribe         | 1-4      |
| Team Project 1        | Porsche 911 RSR-19       | Porsche 4.2L Flat-6          | M      | 56  | Takeshi Kimura        | 5        |
| Team Project 1        | Porsche 911 RSR-19       | Porsche 4.2L Flat-6          | M      | 56  | P. J. Hyett           | 6        |
| Team Project 1        | Porsche 911 RSR-19       | Porsche 4.2L Flat-6          | M      | 56  | Gunnar Jeannette      | 6        |
| Iron Lynx             | Ferrari 488 GTE Evo      | Ferrari F154CB 3.9L Turbo V8 | M      | 60  | Claudio Schiavoni     | Alle     |
| Iron Lynx             | Ferrari 488 GTE Evo      | Ferrari F154CB 3.9L Turbo V8 | M      | 60  | Matteo Cressoni       | 1-2, 4-6 |
| Iron Lynx             | Ferrari 488 GTE Evo      | Ferrari F154CB 3.9L Turbo V8 | M      | 60  | Giancarlo Fisichella  | 1-2, 4-6 |
| Iron Lynx             | Ferrari 488 GTE Evo      | Ferrari F154CB 3.9L Turbo V8 | M      | 60  | Alessandro Balzan     | 3        |
| Iron Lynx             | Ferrari 488 GTE Evo      | Ferrari F154CB 3.9L Turbo V8 | M      | 60  | Raffaele Giammaria    | 3        |
| Iron Dames            | Ferrari 488 GTE Evo      | Ferrari F154CB 3.9L Turbo V8 | M      | 85  | Rahel Frey            | Alle     |
| Iron Dames            | Ferrari 488 GTE Evo      | Ferrari F154CB 3.9L Turbo V8 | M      | 85  | Sarah Bovy            | 1, 3-6   |
| Iron Dames            | Ferrari 488 GTE Evo      | Ferrari F154CB 3.9L Turbo V8 | M      | 85  | Michelle Gatting      | 1, 3-6   |
| Iron Dames            | Ferrari 488 GTE Evo      | Ferrari F154CB 3.9L Turbo V8 | M      | 85  | Christina Nielsen     | 2        |
| Iron Dames            | Ferrari 488 GTE Evo      | Ferrari F154CB 3.9L Turbo V8 | M      | 85  | Doriane Pin           | 2        |
| Dempsey-Proton Racing | Porsche 911 RSR-19       | Porsche 4.2L Flat-6          | M      | 77  | Sebastian Priaulx     | Alle     |
| Dempsey-Proton Racing | Porsche 911 RSR-19       | Porsche 4.2L Flat-6          | M      | 77  | Christian Ried        | Alle     |
| Dempsey-Proton Racing | Porsche 911 RSR-19       | Porsche 4.2L Flat-6          | M      | 77  | Harry Tincknell       | Alle     |
| Dempsey-Proton Racing | Porsche 911 RSR-19       | Porsche 4.2L Flat-6          | M      | 88  | Fred Poordad          | Alle     |
| Dempsey-Proton Racing | Porsche 911 RSR-19       | Porsche 4.2L Flat-6          | M      | 88  | Patrick Lindsey       | 1-2, 4-6 |
| Dempsey-Proton Racing | Porsche 911 RSR-19       | Porsche 4.2L Flat-6          | M      | 88  | Julien Andlauer       | 1        |
| Dempsey-Proton Racing | Porsche 911 RSR-19       | Porsche 4.2L Flat-6          | M      | 88  | Jan Heylen            | 2-6      |
| Dempsey-Proton Racing | Porsche 911 RSR-19       | Porsche 4.2L Flat-6          | M      | 88  | Maxwell Root          | 3        |
| GR Racing             | Porsche 911 RSR-19       | Porsche 4.2L Flat-6          | M      | 86  | Ben Barker            | 2-6      |
| GR Racing             | Porsche 911 RSR-19       | Porsche 4.2L Flat-6          | M      | 86  | Riccardo Pera         | 2-6      |
| GR Racing             | Porsche 911 RSR-19       | Porsche 4.2L Flat-6          | M      | 86  | Michael Wainwright    | 2-6      |
| Northwest AMR         | Aston Martin Vantage AMR | Aston Martin 4.0L Turbo V8   | M      | 98  | Paul Dalla Lana       | Alle     |
| Northwest AMR         | Aston Martin Vantage AMR | Aston Martin 4.0L Turbo V8   | M      | 98  | David Pittard         | Alle     |
| Northwest AMR         | Aston Martin Vantage AMR | Aston Martin 4.0L Turbo V8   | M      | 98  | Nicki Thiim           | Alle     |

## Resultaten
| Ronde | Circuit | Winnaar Hypercar                                 | Winnaar LMP2                                         | Winnaar LMP2 Pro-Am                             | Winnaar LMGTE Pro                                 | Winnaar LMGTE Am                                    | Verslag |
| ----- | ------- | ------------------------------------------------ | ---------------------------------------------------- | ----------------------------------------------- | ------------------------------------------------- | --------------------------------------------------- | ------- |
| 1     | Sebring | #36 Alpine Elf Team                              | #23 United Autosports USA                            | #83 AF Corse                                    | #92 Porsche GT Team                               | #98 Northwest AMR                                   | Verslag |
| 1     | Sebring | Nicolas Lapierre André Negrão Matthieu Vaxivière | Oliver Jarvis Josh Pierson Paul di Resta             | Nicklas Nielsen François Perrodo Alessio Rovera | Michael Christensen Kévin Estre                   | Paul Dalla Lana David Pittard Nicki Thiim           | Verslag |
| 2     | Spa     | #7 Toyota Gazoo Racing                           | #31 WRT                                              | #83 AF Corse                                    | #51 AF Corse                                      | #77 Dempsey-Proton Racing                           | Verslag |
| 2     | Spa     | Mike Conway Kamui Kobayashi José María López     | Robin Frijns Sean Gelael René Rast                   | Nicklas Nielsen François Perrodo Alessio Rovera | James Calado Alessandro Pier Guidi                | Sebastian Priaulx Christian Ried Harry Tincknell    | Verslag |
| 3     | Le Mans | #8 Toyota Gazoo Racing                           | #38 Jota                                             | #45 Algarve Pro Racing                          | #91 Porsche GT Team                               | #33 TF Sport                                        | Verslag |
| 3     | Le Mans | Sébastien Buemi Brendon Hartley Ryō Hirakawa     | António Félix da Costa Roberto González Will Stevens | James Allen René Binder Steven Thomas           | Gianmaria Bruni Richard Lietz Frédéric Makowiecki | Henrique Chaves Ben Keating Marco Sørensen          | Verslag |
| 4     | Monza   | #36 Alpine Elf Team                              | #41 RealTeam by WRT                                  | #45 Algarve Pro Racing                          | #64 Corvette Racing                               | #77 Dempsey-Proton Racing                           | Verslag |
| 4     | Monza   | Nicolas Lapierre André Negrão Matthieu Vaxivière | Rui Andrade Ferdinand Habsburg Norman Nato           | James Allen René Binder Steven Thomas           | Tommy Milner Nick Tandy                           | Sebastian Priaulx Christian Ried Harry Tincknell    | Verslag |
| 5     | Fuji    | #8 Toyota Gazoo Racing                           | #31 WRT                                              | #83 AF Corse                                    | #51 AF Corse                                      | #33 TF Sport                                        | Verslag |
| 5     | Fuji    | Sébastien Buemi Brendon Hartley Ryō Hirakawa     | Robin Frijns Sean Gelael Dries Vanthoor              | Nicklas Nielsen François Perrodo Alessio Rovera | James Calado Alessandro Pier Guidi                | Henrique Chaves Ben Keating Marco Sørensen          | Verslag |
| 6     | Bahrein | #7 Toyota Gazoo Racing                           | #31 WRT                                              | #83 AF Corse                                    | #52 AF Corse                                      | #46 Team Project 1                                  | Verslag |
| 6     | Bahrein | Mike Conway Kamui Kobayashi José María López     | Robin Frijns Sean Gelael René Rast                   | Nicklas Nielsen François Perrodo Alessio Rovera | Antonio Fuoco Miguel Molina                       | Matteo Cairoli Nicolas Leutwiler Mikkel O. Pedersen | Verslag |

## Kampioenschappen

### Puntensysteem
- Inschrijvingen vertrekkend van pole-position zijn vetgedrukt.

| Duur   | 1e | 2e | 3e | 4e | 5e | 6e | 7e | 8e | 9e | 10e | Pole |
| 6 uur  | 25 | 18 | 15 | 12 | 10 | 8  | 6  | 4  | 2  | 1   | 1    |
| 8 uur  | 38 | 27 | 23 | 18 | 15 | 12 | 9  | 6  | 3  | 2   | 1    |
| 24 uur | 50 | 36 | 30 | 24 | 20 | 16 | 12 | 8  | 4  | 2   | 1    |

### Coureurs
Er worden vijf titels uitgereikt aan de coureurs, waarvan twee wereldkampioenschappen. De kampioenen in de Hypercar- en de GTE-klassen worden gekroond tot wereldkampioen, terwijl de kampioenen in de LMP2-, LMP2 Pro-Am- en LMGTE Am-klassen een FIA Endurance Trophy krijgen.

#### Hypercar
| Pos. | Coureur            | Team                  | SEB | SPA | LEM | MNZ | FUJ | BHR | Punten |
| ---- | ------------------ | --------------------- | --- | --- | --- | --- | --- | --- | ------ |
| 1    | Sébastien Buemi    | Toyota Gazoo Racing   | 2   | DNF | 1   | 2   | 1   | 2   | 149    |
| 1    | Brendon Hartley    | Toyota Gazoo Racing   | 2   | DNF | 1   | 2   | 1   | 2   | 149    |
| 1    | Ryō Hirakawa       | Toyota Gazoo Racing   | 2   | DNF | 1   | 2   | 1   | 2   | 149    |
| 2    | Nicolas Lapierre   | Alpine Elf Team       | 1   | 2   | 4   | 1   | 3   | 3   | 144    |
| 2    | André Negrão       | Alpine Elf Team       | 1   | 2   | 4   | 1   | 3   | 3   | 144    |
| 2    | Matthieu Vaxivière | Alpine Elf Team       | 1   | 2   | 4   | 1   | 3   | 3   | 144    |
| 3    | Mike Conway        | Toyota Gazoo Racing   | DNF | 1   | 2   | 3   | 2   | 1   | 133    |
| 3    | Kamui Kobayashi    | Toyota Gazoo Racing   | DNF | 1   | 2   | 3   | 2   | 1   | 133    |
| 3    | José María López   | Toyota Gazoo Racing   | DNF | 1   | 2   | 3   | 2   | 1   | 133    |
| 4    | Romain Dumas       | Glickenhaus Racing    | 3   | 3   | 3   | DNF |     |     | 70     |
| 4    | Olivier Pla        | Glickenhaus Racing    | 3   | 3   | 3   | DNF |     |     | 70     |
| 5    | Pipo Derani        | Glickenhaus Racing    |     | 3   | 3   | DNF |     |     | 47     |
| 6    | Loïc Duval         | Peugeot TotalEnergies |     |     |     | 4   | 5   | 4   | 40     |
| 6    | Gustavo Menezes    | Peugeot TotalEnergies |     |     |     | 4   | 5   | 4   | 40     |
| 7    | Ryan Briscoe       | Glickenhaus Racing    | 3   |     |     |     |     |     | 23     |
| 8    | James Rossiter     | Peugeot TotalEnergies |     |     |     | 4   | 5   |     | 22     |
| 9    | Nico Müller        | Peugeot TotalEnergies |     |     |     |     |     | 4   | 18     |
| 10   | Mikkel Jensen      | Peugeot TotalEnergies |     |     |     | DNF | 4   | DNF | 12     |
| 10   | Paul di Resta      | Peugeot TotalEnergies |     |     |     | DNF | 4   | DNF | 12     |
| 10   | Jean-Éric Vergne   | Peugeot TotalEnergies |     |     |     | DNF | 4   | DNF | 12     |
| Pos. | Coureur            | Team                  | SEB | SPA | LEM | MNZ | FUJ | BHR | Punten |

#### GTE
| Pos. | Coureur               | Team                  | SEB | SPA | LEM | MNZ | FUJ | BHR | Punten |
| ---- | --------------------- | --------------------- | --- | --- | --- | --- | --- | --- | ------ |
| 1    | Alessandro Pier Guidi | AF Corse              | 4   | 1   | 2   | 3   | 1   | 5   | 135    |
| 1    | James Calado          | AF Corse              | 4   | 1   | 2   | 3   | 1   | 5   | 135    |
| 2    | Kévin Estre           | Porsche GT Team       | 1   | 2   | 4   | 4   | 3   | 3   | 132    |
| 2    | Michael Christensen   | Porsche GT Team       | 1   | 2   | 4   | 4   | 3   | 3   | 132    |
| 3    | Antonio Fuoco         | AF Corse              | 6   | 3   | 3   | 2   | 2   | 1   | 131    |
| 3    | Miguel Molina         | AF Corse              | 6   | 3   | 3   | 2   | 2   | 1   | 131    |
| 4    | Gianmaria Bruni       | Porsche GT Team       | 3   | 5   | 1   | 5   | 4   | 4   | 125    |
| 5    | Richard Lietz         | Porsche GT Team       | 3   | 5   | 1   |     | 4   | 4   | 115    |
| 6    | Tommy Milner          | Corvette Racing       | 2   | 4   | DNF | 1   | 5   | 2   | 102    |
| 6    | Nick Tandy            | Corvette Racing       | 2   | 4   | DNF | 1   | 5   | 2   | 102    |
| 7    | Frédéric Makowiecki   | Porsche GT Team       |     |     | 1   | 5   |     |     | 60     |
| 8    | Ben Keating           | TF Sport              | 6   | 7   | 5   | DNF | 6   | 9   | 46     |
| 8    | Marco Sørensen        | TF Sport              | 6   | 7   | 5   | DNF | 6   | 9   | 46     |
| 9    | Paul Dalla Lana       | Northwest AMR         | 5   | 8   | 6   | 13  | 10  | 10  | 38     |
| 9    | David Pittard         | Northwest AMR         | 5   | 8   | 6   | 13  | 10  | 10  | 38     |
| 9    | Nicki Thiim           | Northwest AMR         | 5   | 8   | 6   | 13  | 10  | 10  | 38     |
| 10   | Henrique Chaves       | TF Sport              |     | 7   | 5   | DNF | 6   | 9   | 37     |
| 11   | Daniel Serra          | AF Corse              |     |     | 2   |     |     |     | 36     |
| 12   | Davide Rigon          | AF Corse              |     |     | 3   |     | 9   |     | 32     |
| 13   | Laurens Vanthoor      | Porsche GT Team       |     |     | 4   |     |     |     | 24     |
| 14   | Rahel Frey            | Iron Dames            | 10  | 15  | 10  | 7   | 7   | 8   | 22     |
| 14   | Sarah Bovy            | Iron Dames            | 10  |     | 10  | 7   | 7   | 8   | 22     |
| 14   | Michelle Gatting      | Iron Dames            | 10  |     | 10  | 7   | 7   | 8   | 22     |
| 15   | Sebastian Priaulx     | Dempsey-Proton Racing | 9   | 6   | 12  | 6   | DNF | 13  | 19     |
| 15   | Christian Ried        | Dempsey-Proton Racing | 9   | 6   | 12  | 6   | DNF | 13  | 19     |
| 15   | Harry Tincknell       | Dempsey-Proton Racing | 9   | 6   | 12  | 6   | DNF | 13  | 19     |
| 16   | Matteo Cairoli        | Team Project 1        | DNF | 10  | DNF | 8   | 11  | 6   | 17     |
| 16   | Nicolas Leutwiler     | Team Project 1        | DNF | 10  | DNF | 8   | 11  | 6   | 17     |
| 16   | Mikkel O. Pedersen    | Team Project 1        | DNF | 10  | DNF | 8   | 11  | 6   | 17     |
| 17   | Ben Barnicoat         | Team Project 1        | 8   | DNF | DNF | 15  | 13  | 7   | 15     |
| 18   | Ben Barker            | GR Racing             |     | 11  | 7   | 17  | 17  | 11  | 12     |
| 18   | Riccardo Pera         | GR Racing             |     | 11  | 7   | 17  | 17  | 11  | 12     |
| 18   | Michael Wainwright    | GR Racing             |     | 11  | 7   | 17  | 17  | 11  | 12     |
| 19   | Florian Latorre       | TF Sport              | 6   |     |     |     |     |     | 9      |
| 20   | P. J. Hyett           | Team Project 1        |     |     |     |     |     | 7   | 9      |
| 20   | Gunnar Jeannette      | Team Project 1        |     |     |     |     |     | 7   | 9      |
| 21   | Fred Poordad          | Dempsey-Proton Racing | 15  | 14  | 8   | 11  | 14  | 17  | 8      |
| 21   | Jan Heylen            | Dempsey-Proton Racing |     | 14  | 8   | 11  | 14  | 17  | 8      |
| 21   | Maxwell Root          | Dempsey-Proton Racing |     |     | 8   |     |     |     | 8      |
| 22   | Francesco Castellacci | AF Corse              | 14  | 9   | 9   | 14  | 9   | 12  | 8      |
| 22   | Thomas Flohr          | AF Corse              | 14  | 9   | 9   | 14  | 9   | 12  | 8      |
| 23   | Ollie Millroy         | Team Project 1        | 8   | DNF | DNF | 15  | 13  |     | 6      |
| 23   | Brendan Iribe         | Team Project 1        | 8   | DNF | DNF | 15  |     |     | 6      |
| 24   | Nick Cassidy          | AF Corse              | 14  | 9   | 9   | 14  |     | 12  | 6      |
| 25   | Charlie Fagg          | D'Station Racing      | 11  | 12  | DNF | 16  | 8   | 15  | 4      |
| 25   | Tomonobu Fujii        | D'Station Racing      | 11  | 12  | DNF | 16  | 8   | 15  | 4      |
| 25   | Satoshi Hoshino       | D'Station Racing      | 11  | 12  | DNF | 16  | 8   | 15  | 4      |
| 26   | Claudio Schiavoni     | Iron Lynx             | 13  | 13  | DNF | 9   | 16  | 14  | 2      |
| 26   | Matteo Cressoni       | Iron Lynx             | 13  | 13  |     | 9   | 16  | 14  | 2      |
| 26   | Giancarlo Fisichella  | Iron Lynx             | 13  | 13  |     | 9   | 16  | 14  | 2      |
| 27   | Gabriel Aubry         | Spirit of Race        | DNF | 17  | DNF | 10  | 12  | 18  | 1      |
| 27   | Franck Dezoteux       | Spirit of Race        | DNF | 17  | DNF | 10  | 12  | 18  | 1      |
| 27   | Pierre Ragues         | Spirit of Race        | DNF | 17  | DNF | 10  | 12  | 18  | 1      |
| 28   | Alexander Sims        | Corvette Racing       |     |     | DNF |     |     |     | 1      |
| 29   | Simon Mann            | AF Corse              | 12  | 16  | 11  | 12  | 15  | 16  | 0      |
| 29   | Christoph Ulrich      | AF Corse              | 12  | 16  | 11  | 12  | 15  | 16  | 0      |
| 29   | Toni Vilander         | AF Corse              | 12  | 16  | 11  | 12  | 15  | 16  | 0      |
| 30   | Patrick Lindsey       | Dempsey-Proton Racing | 15  | 14  |     | 11  | 14  | 17  | 0      |
| 31   | Takeshi Kimura        | Team Project 1        |     |     |     |     | 13  |     | 0      |
| 32   | Julien Andlauer       | Dempsey-Proton Racing | 15  |     |     |     |     |     | 0      |
| 32   | Christina Nielsen     | Iron Dames            |     | 15  |     |     |     |     | 0      |
| 32   | Doriane Pin           | Iron Dames            |     | 15  |     |     |     |     | 0      |
|      | Alessandro Balzan     | Iron Lynx             |     |     | DNF |     |     |     | 0      |
|      | Raffaele Giammaria    | Iron Lynx             |     |     | DNF |     |     |     | 0      |
| Pos. | Coureur               | Team                  | SEB | SPA | LEM | MNZ | FUJ | BHR | Punten |

#### LMP2
| Pos. | Coureur                | Team                      | SEB | SPA | LEM | MNZ | FUJ | BHR | Punten |
| ---- | ---------------------- | ------------------------- | --- | --- | --- | --- | --- | --- | ------ |
| 1    | António Félix da Costa | Jota                      | 6   | 3   | 1   | 2   | 2   | 3   | 137    |
| 1    | Roberto González       | Jota                      | 6   | 3   | 1   | 2   | 2   | 3   | 137    |
| 1    | Will Stevens           | Jota                      | 6   | 3   | 1   | 2   | 2   | 3   | 137    |
| 2    | Robin Frijns           | WRT                       | 2   | 1   | DNF | 12  | 1   | 1   | 116    |
| 2    | Sean Gelael            | WRT                       | 2   | 1   | DNF | 12  | 1   | 1   | 116    |
| 3    | Oliver Jarvis          | United Autosports USA     | 1   | 6   | 5   | 5   | 5   | 2   | 113    |
| 3    | Josh Pierson           | United Autosports USA     | 1   | 6   | 5   | 5   | 5   | 2   | 113    |
| 4    | Rui Andrade            | RealTeam by WRT           | 3   | 2   | 10  | 1   | 4   | 5   | 96     |
| 4    | Ferdinand Habsburg     | RealTeam by WRT           | 3   | 2   | 10  | 1   | 4   | 5   | 96     |
| 4    | Norman Nato            | RealTeam by WRT           | 3   | 2   | 10  | 1   | 4   | 5   | 96     |
| 5    | Lorenzo Colombo        | Prema Orlen Team          | 4   | 7   | 2   | 6   | 6   | 4   | 94     |
| 5    | Louis Delétraz         | Prema Orlen Team          | 4   | 7   | 2   | 6   | 6   | 4   | 94     |
| 5    | Robert Kubica          | Prema Orlen Team          | 4   | 7   | 2   | 6   | 6   | 4   | 94     |
| 6    | René Rast              | WRT                       | 2   | 1   | DNF | 12  |     | 1   | 91     |
| 7    | Alex Lynn              | United Autosports USA     |     | 6   | 5   | 5   | 5   | 2   | 75     |
| 8    | Jonathan Aberdein      | Jota                      | 5   | DNF | 3   | 10  | 3   | 7   | 70     |
| 8    | Ed Jones               | Jota                      | 5   | DNF | 3   | 10  | 3   | 7   | 70     |
| 8    | Oliver Rasmussen       | Jota                      | 5   | DNF | 3   | 10  | 3   | 7   | 70     |
| 9    | Filipe Albuquerque     | United Autosports USA     | 7   | 5   | 7   | 13  | 7   | 6   | 50     |
| 9    | Philip Hanson          | United Autosports USA     | 7   | 5   | 7   | 13  | 7   | 6   | 50     |
| 9    | Will Owen              | United Autosports USA     | 7   | 5   | 7   | 13  | 7   | 6   | 50     |
| 10   | Dane Cameron           | Team Penske               | 8   | 4   | 4   |     |     |     | 42     |
| 10   | Emmanuel Collard       | Team Penske               | 8   | 4   | 4   |     |     |     | 42     |
| 10   | Felipe Nasr            | Team Penske               | 8   | 4   | 4   |     |     |     | 42     |
| 11   | Paul di Resta          | United Autosports USA     | 1   |     |     |     |     |     | 38     |
| 12   | Charles Milesi         | Richard Mille Racing Team | 12  | 8   | 6   | 14  | 8   | 8   | 30     |
| 12   | Lilou Wadoux           | Richard Mille Racing Team | 12  | 8   | 6   | 14  | 8   | 8   | 30     |
| 13   | Dries Vanthoor         | WRT                       |     |     |     |     | 1   |     | 25     |
| 14   | Ryan Cullen            | Vector Sport              | NC  | 10  | 13  | 3   | 9   | 9   | 21     |
| 14   | Sébastien Bourdais     | Vector Sport              |     | 10  | 13  | 3   | 9   | 9   | 21     |
| 15   | Esteban Gutiérrez      | Inter Europol Competition | NC  | DNF | 8   | 4   | 11  | NC  | 20     |
| 15   | Jakub Śmiechowski      | Inter Europol Competition | NC  | DNF | 8   | 4   | 11  | NC  | 20     |
| 15   | Alex Brundle           | Inter Europol Competition |     | DNF | 8   | 4   | 11  | NC  | 20     |
| 16   | Sébastien Ogier        | Richard Mille Racing Team | 12  | 8   | 6   |     |     |     | 20     |
| 17   | Nico Müller            | Vector Sport              | NC  | 10  | 13  | 3   |     |     | 16     |
| 18   | Nicklas Nielsen        | AF Corse                  | 9   | 9   | 11  | 9   | 10  | 10  | 12     |
| 18   | François Perrodo       | AF Corse                  | 9   | 9   | 11  | 9   | 10  | 10  | 12     |
| 18   | Alessio Rovera         | AF Corse                  | 9   | 9   | 11  | 9   | 10  | 10  | 12     |
| 19   | James Allen            | Algarve Pro Racing        | 11  | 11  | 9   | 7   | 13  | 12  | 10     |
| 19   | René Binder            | Algarve Pro Racing        | 11  | 11  | 9   | 7   | 13  | 12  | 10     |
| 19   | Steven Thomas          | Algarve Pro Racing        | 11  | 11  | 9   | 7   | 13  | 12  | 10     |
| 20   | Paul-Loup Chatin       | Richard Mille Racing Team |     |     |     | 14  | 8   | 8   | 10     |
| 21   | François Heriau        | Ultimate                  | 10  | 12  | 14  | 8   | 12  | 11  | 6      |
| 21   | Jean-Baptiste Lahaye   | Ultimate                  | 10  | 12  | 14  | 8   | 12  | 11  | 6      |
| 21   | Matthieu Lahaye        | Ultimate                  | 10  | 12  | 14  | 8   | 12  | 11  | 6      |
| 22   | Renger van der Zande   | Vector Sport              |     |     |     |     | 9   | 9   | 5      |
| 23   | Miroslav Konôpka       | ARC Bratislava            | 13  | DNF | 12  | 11  |     | 13  | 0      |
| 24   | Tijmen van der Helm    | ARC Bratislava            | 13  | DNF |     | 11  |     |     | 0      |
| 25   | Mathias Beche          | ARC Bratislava            | 13  |     |     | 11  |     | 13  | 0      |
| 26   | Bent Viscaal           | ARC Bratislava            |     | DNF | 12  |     |     |     | 0      |
| 27   | Tristan Vautier        | ARC Bratislava            |     |     | 12  |     |     |     | 0      |
| 28   | Richard Bradley        | ARC Bratislava            |     |     |     |     |     | 13  | 0      |
|      | Fabio Scherer          | Inter Europol Competition | NC  |     |     |     |     |     | 0      |
|      | Mike Rockenfeller      | Vector Sport              | NC  |     |     |     |     |     | 0      |
| Pos. | Coureur                | Team                      | SEB | SPA | LEM | MNZ | FUJ | BHR | Punten |

#### LMP2 Pro-Am
| Pos. | Coureur              | Team               | SEB | SPA | LEM | MNZ | FUJ | BHR | Punten |
| ---- | -------------------- | ------------------ | --- | --- | --- | --- | --- | --- | ------ |
| 1    | Nicklas Nielsen      | AF Corse           | 1   | 1   | 2   | 3   | 1   | 1   | 177    |
| 1    | François Perrodo     | AF Corse           | 1   | 1   | 2   | 3   | 1   | 1   | 177    |
| 1    | Alessio Rovera       | AF Corse           | 1   | 1   | 2   | 3   | 1   | 1   | 177    |
| 2    | James Allen          | Algarve Pro Racing | 3   | 2   | 1   | 1   | 3   | 3   | 154    |
| 2    | René Binder          | Algarve Pro Racing | 3   | 2   | 1   | 1   | 3   | 3   | 154    |
| 2    | Steven Thomas        | Algarve Pro Racing | 3   | 2   | 1   | 1   | 3   | 3   | 154    |
| 3    | François Heriau      | Ultimate           | 2   | 3   | 4   | 2   | 2   | 2   | 129    |
| 3    | Jean-Baptiste Lahaye | Ultimate           | 2   | 3   | 4   | 2   | 2   | 2   | 129    |
| 3    | Matthieu Lahaye      | Ultimate           | 2   | 3   | 4   | 2   | 2   | 2   | 129    |
| 4    | Miroslav Konôpka     | ARC Bratislava     | 4   | DNF | 3   | 4   |     | 4   | 78     |
| 5    | Mathias Beche        | ARC Bratislava     | 4   |     |     | 4   |     | 4   | 48     |
| 6    | Bent Viscaal         | ARC Bratislava     |     | DNF | 3   |     |     |     | 30     |
| 6    | Tristan Vautier      | ARC Bratislava     |     |     | 3   |     |     |     | 30     |
| 7    | Tijmen van der Helm  | ARC Bratislava     | 4   | DNF |     | 4   |     |     | 30     |
| 8    | Richard Bradley      | ARC Bratislava     |     |     |     |     |     | 4   | 18     |
| Pos. | Coureur              | Team               | SEB | SPA | LEM | MNZ | FUJ | BHR | Punten |

#### LMGTE Am
| Pos. | Coureur               | Team                  | SEB | SPA | LEM | MNZ | FUJ | BHR | Punten |
| ---- | --------------------- | --------------------- | --- | --- | --- | --- | --- | --- | ------ |
| 1    | Ben Keating           | TF Sport              | 2   | 2   | 1   | DNF | 1   | 4   | 141    |
| 1    | Marco Sørensen        | TF Sport              | 2   | 2   | 1   | DNF | 1   | 4   | 141    |
| 2    | Paul Dalla Lana       | Northwest AMR         | 1   | 3   | 2   | 8   | 5   | 5   | 118    |
| 2    | David Pittard         | Northwest AMR         | 1   | 3   | 2   | 8   | 5   | 5   | 118    |
| 2    | Nicki Thiim           | Northwest AMR         | 1   | 3   | 2   | 8   | 5   | 5   | 118    |
| 3    | Henrique Chaves       | TF Sport              |     | 2   | 1   | DNF | 1   | 4   | 113    |
| 4    | Rahel Frey            | Iron Dames            | 5   | 10  | 6   | 2   | 2   | 3   | 93     |
| 5    | Sarah Bovy            | Iron Dames            | 5   |     | 6   | 2   | 2   | 3   | 92     |
| 5    | Michelle Gatting      | Iron Dames            | 5   |     | 6   | 2   | 2   | 3   | 92     |
| 6    | Sebastian Priaulx     | Dempsey-Proton Racing | 4   | 1   | 8   | 1   | DNF | 8   | 83     |
| 6    | Christian Ried        | Dempsey-Proton Racing | 4   | 1   | 8   | 1   | DNF | 8   | 83     |
| 6    | Harry Tincknell       | Dempsey-Proton Racing | 4   | 1   | 8   | 1   | DNF | 8   | 83     |
| 7    | Matteo Cairoli        | Team Project 1        | DNF | 5   | DNF | 3   | 6   | 1   | 71     |
| 7    | Nicolas Leutwiler     | Team Project 1        | DNF | 5   | DNF | 3   | 6   | 1   | 71     |
| 7    | Mikkel O. Pedersen    | Team Project 1        | DNF | 5   | DNF | 3   | 6   | 1   | 71     |
| 8    | Francesco Castellacci | AF Corse              | 9   | 4   | 5   | 9   | 4   | 7   | 58     |
| 8    | Thomas Flohr          | AF Corse              | 9   | 4   | 5   | 9   | 4   | 7   | 58     |
| 9    | Ben Barnicoat         | Team Project 1        | 3   | DNF | DNF | 10  | 8   | 2   | 55     |
| 10   | Ben Barker            | GR Racing             |     | 6   | 3   | 12  | 12  | 6   | 50     |
| 10   | Riccardo Pera         | GR Racing             |     | 6   | 3   | 12  | 12  | 6   | 50     |
| 10   | Michael Wainwright    | GR Racing             |     | 6   | 3   | 12  | 12  | 6   | 50     |
| 11   | Nick Cassidy          | AF Corse              | 9   | 4   | 5   | 9   |     | 7   | 46     |
| 12   | Fred Poordad          | Dempsey-Proton Racing | 10  | 9   | 4   | 6   | 9   | 12  | 38     |
| 13   | Jan Heylen            | Dempsey-Proton Racing |     | 9   | 4   | 6   | 9   | 12  | 37     |
| 14   | Charlie Fagg          | D'Station Racing      | 6   | 7   | DNF | 11  | 3   | 10  | 35     |
| 14   | Tomonobu Fujii        | D'Station Racing      | 6   | 7   | DNF | 11  | 3   | 10  | 35     |
| 14   | Satoshi Hoshino       | D'Station Racing      | 6   | 7   | DNF | 11  | 3   | 10  | 35     |
| 15   | Florian Latorre       | TF Sport              | 2   |     |     |     |     |     | 28     |
| 16   | Ollie Millroy         | Team Project 1        | 3   | DNF | DNF | 10  | 8   |     | 28     |
| 17   | Simon Mann            | AF Corse              | 7   | 11  | 7   | 7   | 10  | 11  | 28     |
| 17   | Christoph Ulrich      | AF Corse              | 7   | 11  | 7   | 7   | 10  | 11  | 28     |
| 17   | Toni Vilander         | AF Corse              | 7   | 11  | 7   | 7   | 10  | 11  | 28     |
| 18   | P. J. Hyett           | Team Project 1        |     |     |     |     |     | 2   | 27     |
| 18   | Gunnar Jeannette      | Team Project 1        |     |     |     |     |     | 2   | 27     |
| 19   | Claudio Schiavoni     | Iron Lynx             | 8   | 8   | DNF | 4   | 11  | 9   | 25     |
| 19   | Matteo Cressoni       | Iron Lynx             | 8   | 8   |     | 4   | 11  | 9   | 25     |
| 19   | Giancarlo Fisichella  | Iron Lynx             | 8   | 8   |     | 4   | 11  | 9   | 25     |
| 20   | Brendan Iribe         | Team Project 1        | 3   | DNF | DNF | 10  |     |     | 24     |
| 21   | Maxwell Root          | Dempsey-Proton Racing |     |     | 4   |     |     |     | 24     |
| 22   | Gabriel Aubry         | Spirit of Race        | DNF | 12  | DNF | 5   | 7   | 13  | 16     |
| 22   | Franck Dezoteux       | Spirit of Race        | DNF | 12  | DNF | 5   | 7   | 13  | 16     |
| 22   | Pierre Ragues         | Spirit of Race        | DNF | 12  | DNF | 5   | 7   | 13  | 16     |
| 23   | Patrick Lindsey       | Dempsey-Proton Racing | 10  | 9   |     | 6   | 9   | 12  | 14     |
| 24   | Davide Rigon          | AF Corse              |     |     |     |     | 4   |     | 12     |
| 25   | Takeshi Kimura        | Team Project 1        |     |     |     |     | 8   |     | 4      |
| 26   | Julien Andlauer       | Dempsey-Proton Racing | 10  |     |     |     |     |     | 2      |
| 27   | Christina Nielsen     | Iron Dames            |     | 10  |     |     |     |     | 0      |
| 27   | Doriane Pin           | Iron Dames            |     | 10  |     |     |     |     | 0      |
|      | Alessandro Balzan     | Iron Lynx             |     |     | DNF |     |     |     | 0      |
|      | Raffaele Giammaria    | Iron Lynx             |     |     | DNF |     |     |     | 0      |
| Pos. | Coureur               | Team                  | SEB | SPA | LEM | MNZ | FUJ | BHR | Punten |

### Constructeurs en teams
Er worden vijf titels uitgereikt aan de constructeurs en teams, waarvan twee wereldkampioenschappen. De kampioenen in de Hypercar- en GTE-klassen worden gekroond tot wereldkampioen, terwijl de kampioenen in de LMP2-, LMP2 Pro-Am- en LMGTE Am-klassen een FIA Endurance Trophy krijgen.

#### Hypercar
Een constructeur ontvangt enkel punten voor de hoogst geklasseerde auto.
| Pos. | Constructeur | SEB | SPA | LEM | MNZ | FUJ | BHR | Punten |
| ---- | ------------ | --- | --- | --- | --- | --- | --- | ------ |
| 1    | Toyota       | 2   | 1   | 1   | 2   | 1   | 1   | 186    |
| 2    | Alpine       | 1   | 2   | 4   | 1   | 3   | 3   | 144    |
| 3    | Glickenhaus  | 3   | 3   | 3   | DNF |     |     | 70     |
| 4    | Peugeot      |     |     |     | 4   | 4   | 4   | 42     |
| Pos. | Constructeur | SEB | SPA | LEM | MNZ | FUJ | BHR | Punten |

#### GTE
Een constructeur ontvangt enkel punten voor de twee hoogst geklasseerde auto's.
| Pos. | Constructeur | SEB | SPA | LEM | MNZ | FUJ | BHR | Punten |
| ---- | ------------ | --- | --- | --- | --- | --- | --- | ------ |
| 1    | Ferrari      | 4   | 1   | 2   | 2   | 1   | 1   | 269    |
| 1    | Ferrari      | 6   | 3   | 3   | 3   | 2   | 5   | 269    |
| 2    | Porsche      | 1   | 2   | 1   | 4   | 3   | 3   | 257    |
| 2    | Porsche      | 3   | 5   | 4   | 5   | 4   | 4   | 257    |
| 3    | Chevrolet    | 2   | 4   | DNF | 1   | 5   | 2   | 102    |
| Pos. | Constructeur | SEB | SPA | LEM | MNZ | FUJ | BHR | Punten |

#### LMP2
| Pos. | Auto | Team                      | SEB | SPA | LEM | MNZ | FUJ | BHR | Punten |
| ---- | ---- | ------------------------- | --- | --- | --- | --- | --- | --- | ------ |
| 1    | 38   | Jota                      | 6   | 3   | 1   | 2   | 2   | 3   | 137    |
| 2    | 31   | WRT                       | 2   | 1   | DNF | 12  | 1   | 1   | 116    |
| 3    | 23   | United Autosports USA     | 1   | 6   | 5   | 5   | 5   | 2   | 113    |
| 4    | 41   | RealTeam by WRT           | 3   | 2   | 10  | 1   | 4   | 5   | 96     |
| 5    | 9    | Prema Orlen Team          | 4   | 7   | 2   | 6   | 6   | 4   | 94     |
| 6    | 28   | Jota                      | 5   | DNF | 3   | 10  | 3   | 7   | 70     |
| 7    | 22   | United Autosports USA     | 7   | 5   | 7   | 13  | 7   | 6   | 50     |
| 8    | 5    | Team Penske               | 8   | 4   | 4   |     |     |     | 42     |
| 9    | 1    | Richard Mille Racing Team | 12  | 8   | 6   | 14  | 8   | 8   | 30     |
| 10   | 10   | Vector Sport              | NC  | 10  | 13  | 3   | 9   | 9   | 21     |
| 11   | 34   | Inter Europol Competition | NC  | DNF | 8   | 4   | 11  | NC  | 20     |
| 12   | 83   | AF Corse                  | 9   | 9   | 11  | 9   | 10  | 10  | 12     |
| 13   | 45   | Algarve Pro Racing        | 11  | 11  | 9   | 7   | 13  | 12  | 10     |
| 14   | 35   | Ultimate                  | 10  | 12  | 14  | 8   | 12  | 11  | 6      |
| 15   | 44   | ARC Bratislava            | 13  | DNF | 12  | 11  |     | 13  | 0      |
| Pos. | Auto | Team                      | SEB | SPA | LEM | MNZ | FUJ | BHR | Punten |

#### LMP2 Pro-Am
| Pos. | Auto | Team               | SEB | SPA | LEM | MNZ | FUJ | BHR | Punten |
| ---- | ---- | ------------------ | --- | --- | --- | --- | --- | --- | ------ |
| 1    | 83   | AF Corse           | 1   | 1   | 2   | 3   | 1   | 1   | 177    |
| 2    | 45   | Algarve Pro Racing | 3   | 2   | 1   | 1   | 3   | 3   | 154    |
| 3    | 35   | Ultimate           | 2   | 3   | 4   | 2   | 2   | 2   | 129    |
| 4    | 44   | ARC Bratislava     | 4   | DNF | 3   | 4   |     | 4   | 78     |
| Pos. | Auto | Team               | SEB | SPA | LEM | MNZ | FUJ | BHR | Punten |

#### LMGTE Am
| Pos. | Auto | Team                  | SEB | SPA | LEM | MNZ | FUJ | BHR | Punten |
| ---- | ---- | --------------------- | --- | --- | --- | --- | --- | --- | ------ |
| 1    | 33   | TF Sport              | 2   | 2   | 1   | DNF | 1   | 4   | 141    |
| 2    | 98   | Northwest AMR         | 1   | 3   | 2   | 8   | 5   | 5   | 118    |
| 3    | 85   | Iron Dames            | 5   | 10  | 6   | 2   | 2   | 3   | 93     |
| 4    | 77   | Dempsey-Proton Racing | 4   | 1   | 8   | 1   | DNF | 8   | 83     |
| 5    | 46   | Team Project 1        | DNF | 5   | DNF | 3   | 6   | 1   | 71     |
| 6    | 54   | AF Corse              | 9   | 4   | 5   | 9   | 4   | 7   | 58     |
| 7    | 56   | Team Project 1        | 3   | DNF | DNF | 10  | 8   | 2   | 55     |
| 8    | 86   | GR Racing             |     | 6   | 3   | 12  | 12  | 6   | 50     |
| 9    | 88   | Dempsey-Proton Racing | 10  | 9   | 4   | 6   | 9   | 12  | 38     |
| 10   | 777  | D'Station Racing      | 6   | 7   | DNF | 11  | 3   | 10  | 35     |
| 11   | 21   | AF Corse              | 7   | 11  | 7   | 7   | 10  | 11  | 28     |
| 12   | 60   | Iron Lynx             | 8   | 8   | DNF | 4   | 11  | 9   | 25     |
| 13   | 71   | Spirit of Race        | DNF | 12  | DNF | 5   | 7   | 13  | 16     |
| Pos. | Auto | Team                  | SEB | SPA | LEM | MNZ | FUJ | BHR | Punten |